# Жіночий велосипед

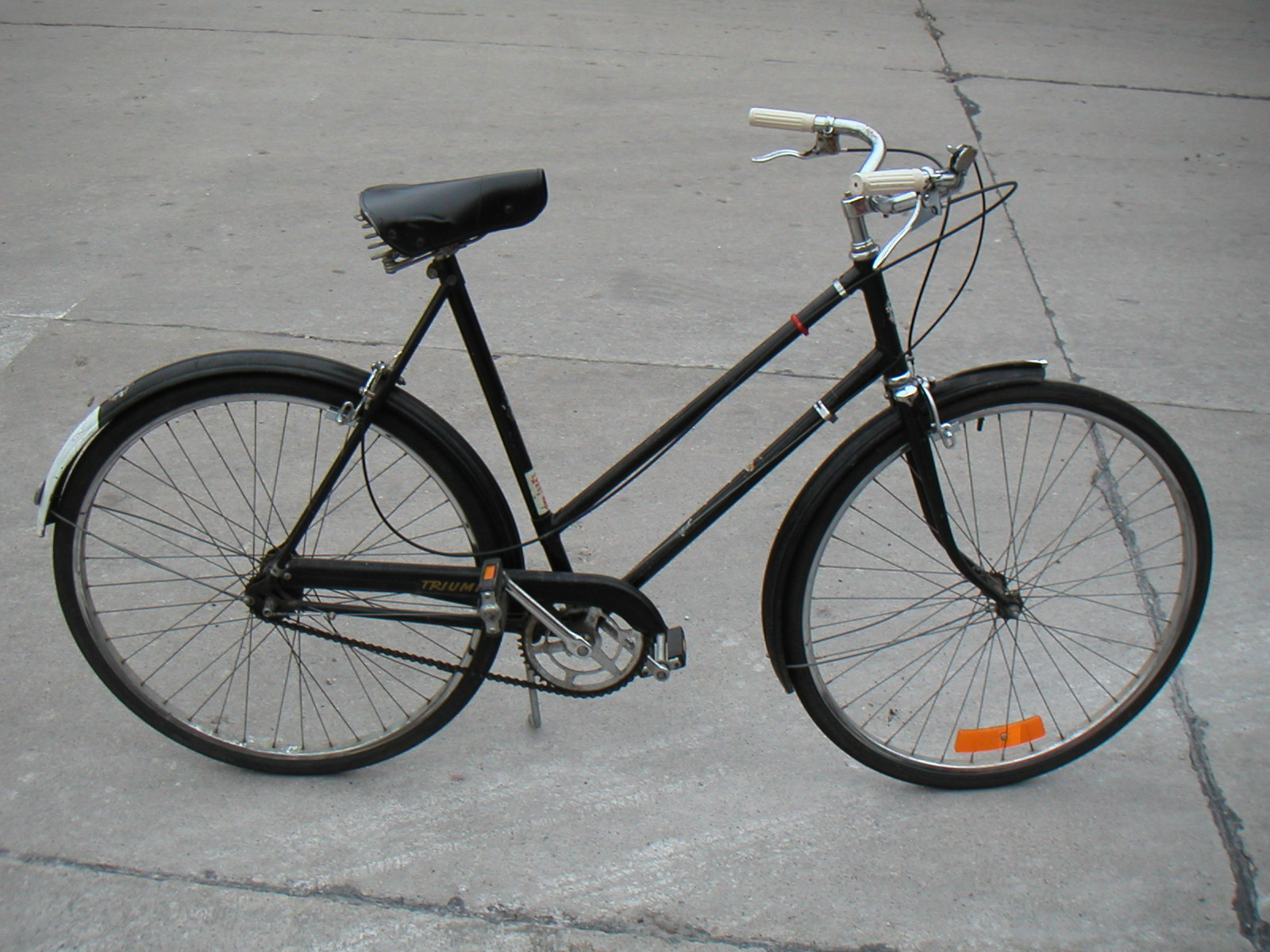
жіночий велосипед фірми Triumph

Жіно́чий велосипе́д — різновид велосипеда, у якого є певні конструктивні особливості рами, які адаптовані під жіночу геометрію тіла. Крім цього, багато брендів як маркетинговий хід забезпечують жіночі велосипеди унікальним дизайном з автентичними принтами й аксесуарами.

## Жіночі велосипеди

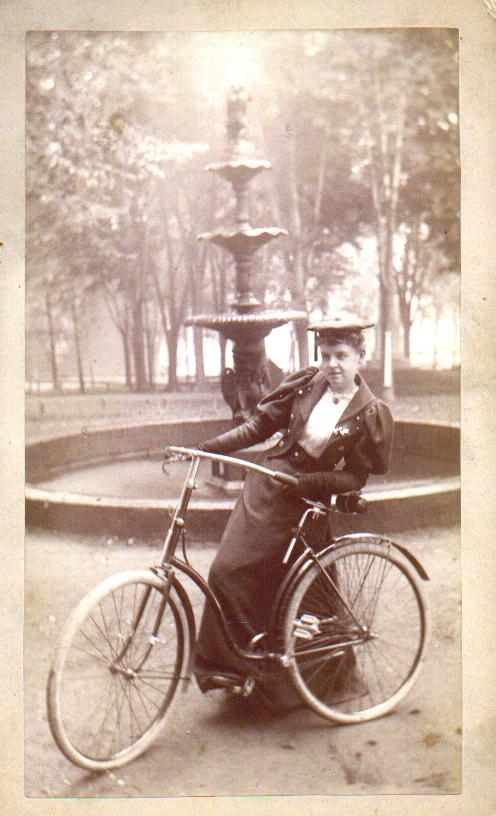
Жінка на велосипеді з рамою "step-through" у 1890-х роках

Жіночі велосипеди були винайдені досить давно, ще з часів, коли жіночий брючний одяг вважався поганим тоном. Жіночий гардероб складався з довгих суконь і спідниць, у яких їздити на звичайному велосипеді було досить незручно — потрібно було високо закидати ногу, а при русі спідниця складалася на рамі й заважала їхати. Цю проблему вирішили змінами в конструкції рами.

## Сучасні велосипеди для жінок
Особливості будови жіночого велосипеда безпосередньо залежать від його конкретного призначення:
Міський велосипед

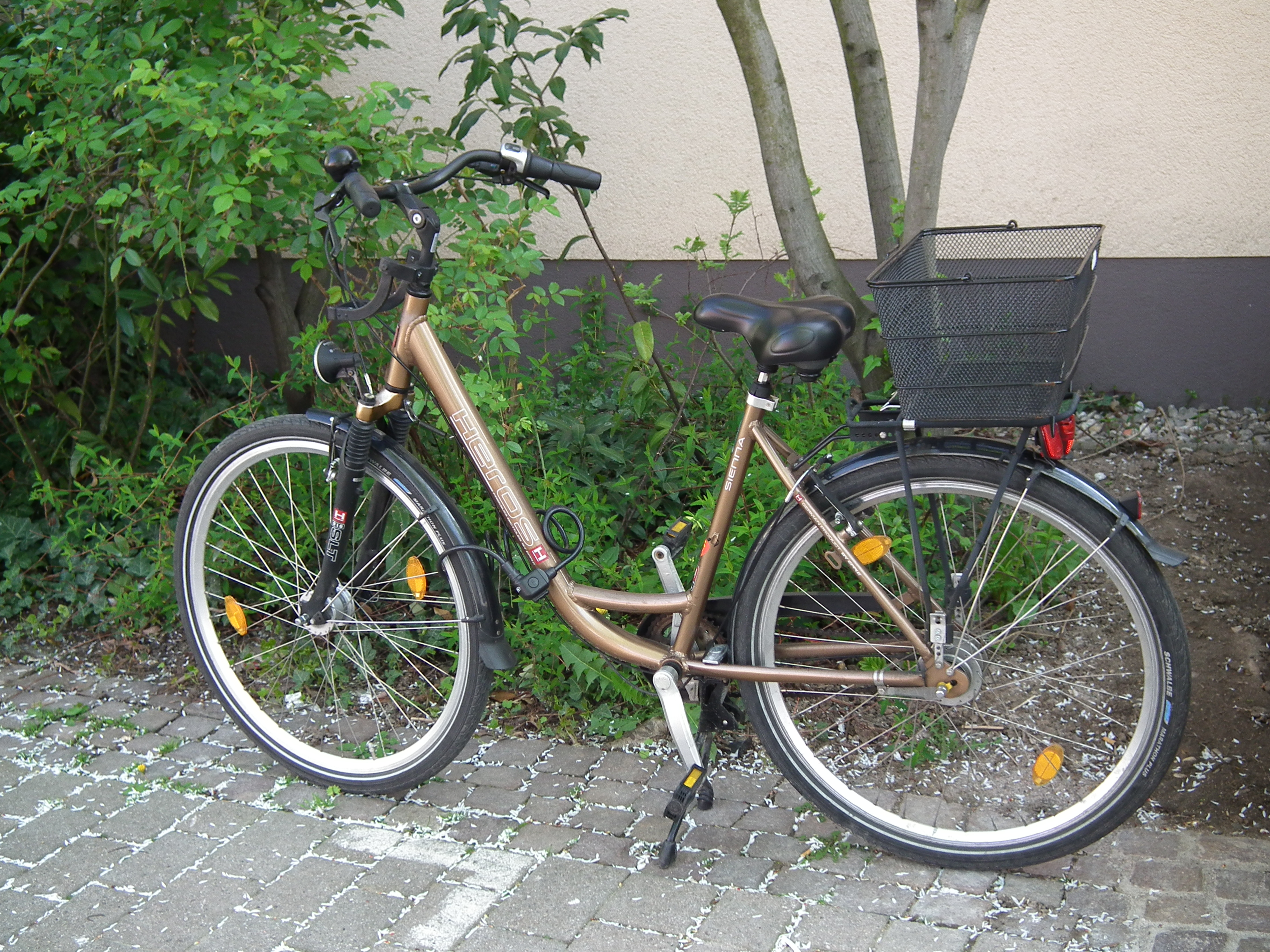
На велосипед з такою рамою жінкам зручно сідати й у довгій спідниці.

Міські велосипеди в першу чергу припускають неспішну і комфортну їзду, тому в жіночому велосипеді такого типу, в першу чергу, кардинально змінюють конструкцію рами. Верхня труба такого велосипеда або максимально занижується і йде паралельно нижній, або втрачається зовсім. У такому випадку, нижня труба максимально зміцнюється, щоб забезпечити жорсткість конструкції рами. Завдяки цьому ходу на велосипеді зручніше їздити в будь-якому типі одягу і не доводиться докладати зусиль при посадці на нього. Перехідний тип жіночої рами — це злегка занижена верхня труба і більш спортивний зовнішній вигляд.
Також на нього накладаються захисні кожухи, що закривають ланцюг і спиці. Така конструкція сприяє більш комфортній їзді — довгий одяг не потрапляє в механізми.
Спортивні та гірські велосипеди
Спортивні жіночі велосипеди мають "відкриту раму" яку можна "переступити" (англ. "Step-through Frame", "Open frame" або англ. "Low-Step Frame"), це тип велосипедної рами з низькою або відсутньою верхньою трубкою (англ. top tube). 
Гірський як і спортивний велосипед передбачають носіння спортивного одягу, до того ж, занижена геометрія рами негативно позначається на жорсткості велосипеда. У випадку з такими дисциплінами, як крос-кантрі, така конструкція категорично неприйнятна, оскільки це може спричинити швидку поломку і серйозні травми просто під час виконання трюків. Тому гірський велосипед жіночого типу практично нічим не відрізняється від чоловічого, за винятком деяких особливостей:
- у середньому жінки нижчі за чоловіків, тому на жіночих велосипедах коротшає шатун;
- кермо робиться вужче, оскільки в жінок більш вузькі плечі;
- долоні у жінок менші й для більш зручної хватки за важіль гальма відстань між рукояткою і важелем регулюється;
- жінки в цілому слабші, тому велосипеди намагаються зробити якомога легшими;
- жіноче сідло ширше і коротше, враховуючи особливості жіночого таза;
- більш м'які амортизатори збільшують безпеку та комфорт;
- корпус жіночого тіла укорочений, тому основний трикутник рами трохи звужується;
- жіночі велосипеди забезпечують яскравими принтами та аксесуарами.

Втім, деякі експерти впевнені, що ці конструкційні особливості є маркетинговим ходом, і незначно впливають на зручність при їзді.

## Дизайн
Дизайн жіночого велосипеда, як правило, значно відрізняється від чоловічого:
- колір — переважають яскраво-рожеві, зелені, блакитні тони;
- принт — неспортивні жіночі велосипеди, як правило, забезпечені квітковими принтами або візерунками;
- аксесуари — до міських жіночих велосипедів, особливо до круїзерів, додаються різноманітні кошики, кольорові обода, захисні кожухи на ланцюг тощо.

## Галерея

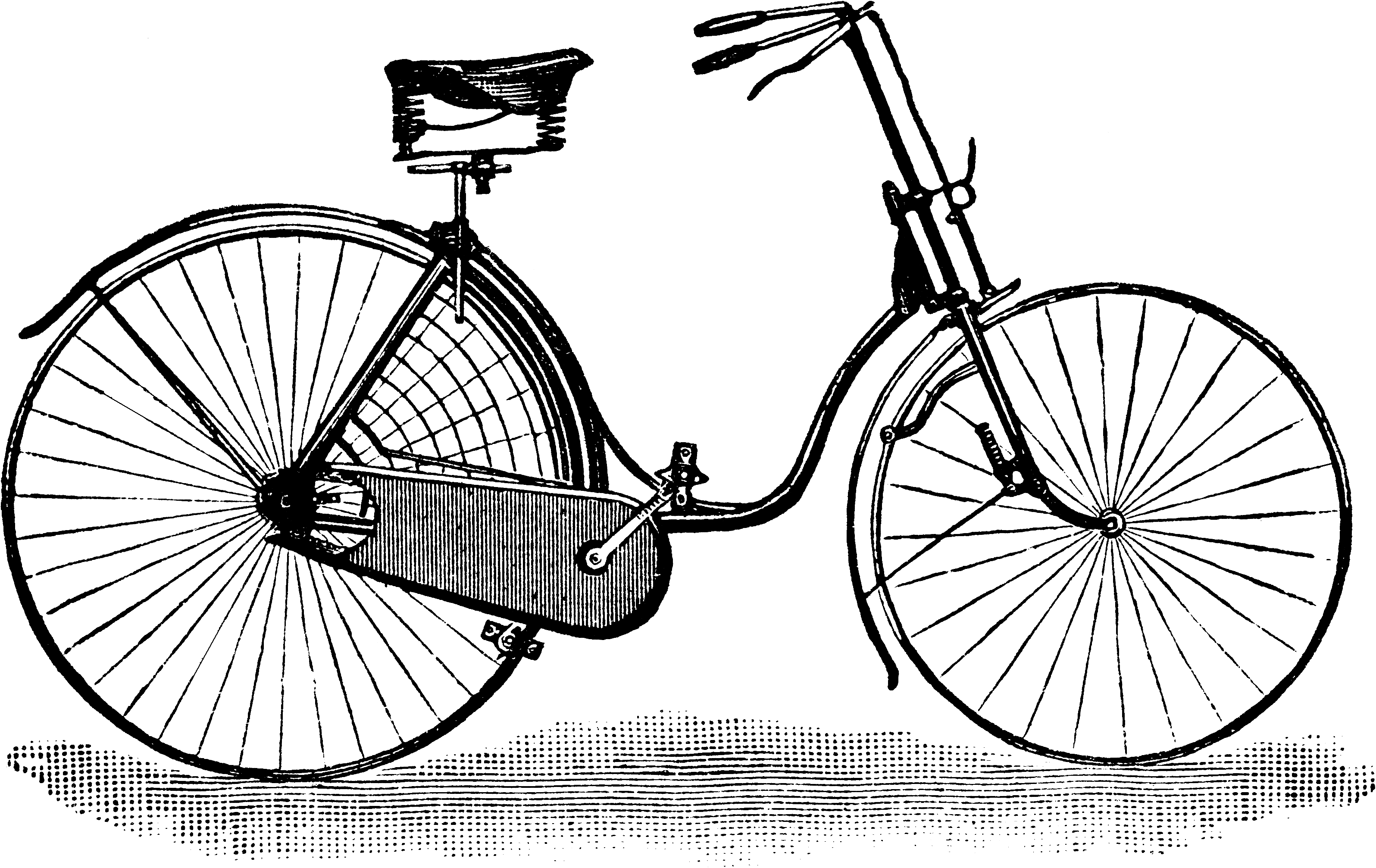
реклама 1889 року для жіночого безпечного велосипеду[en]
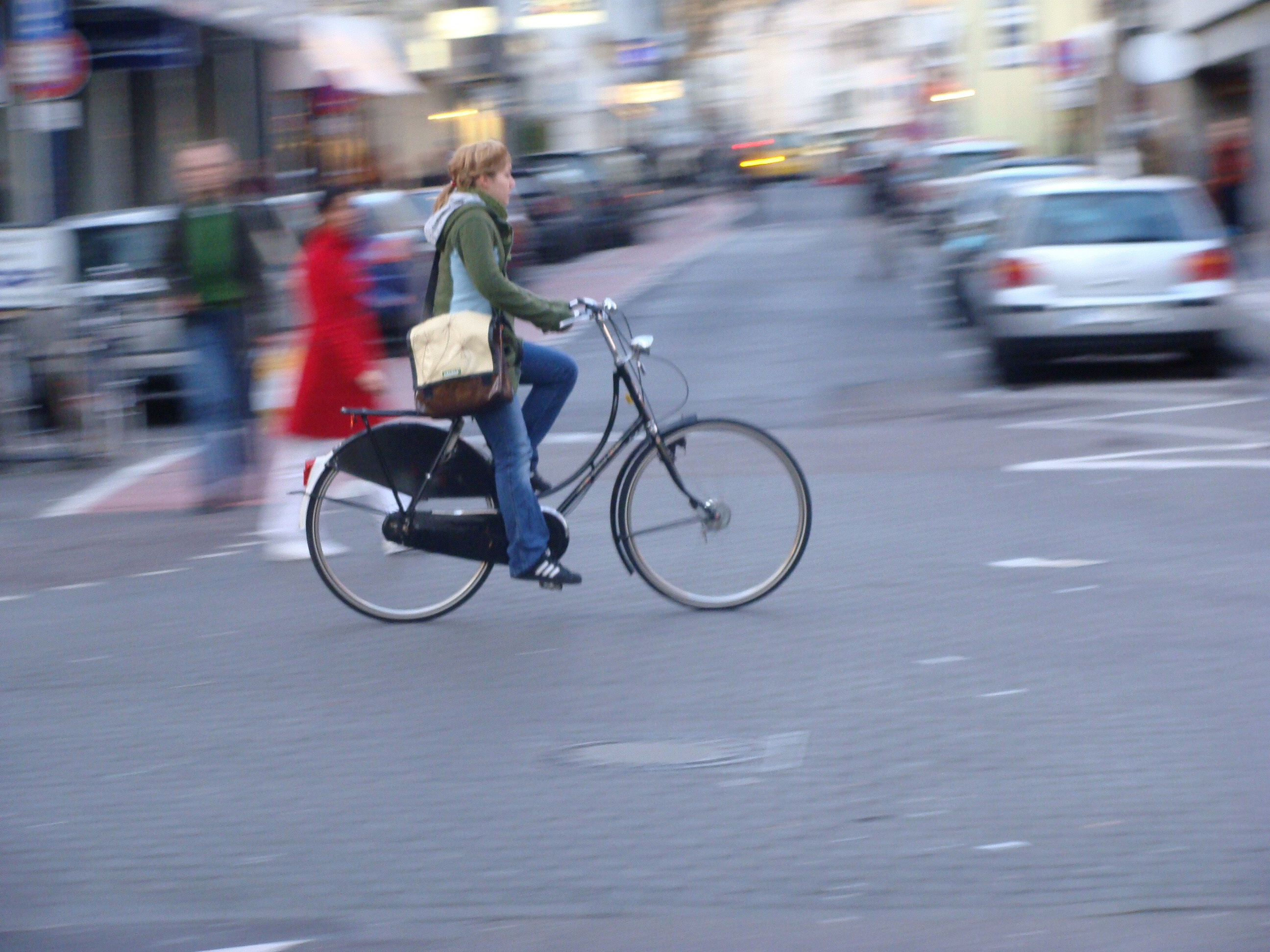
велосипедистка в Колоні, Німеччина
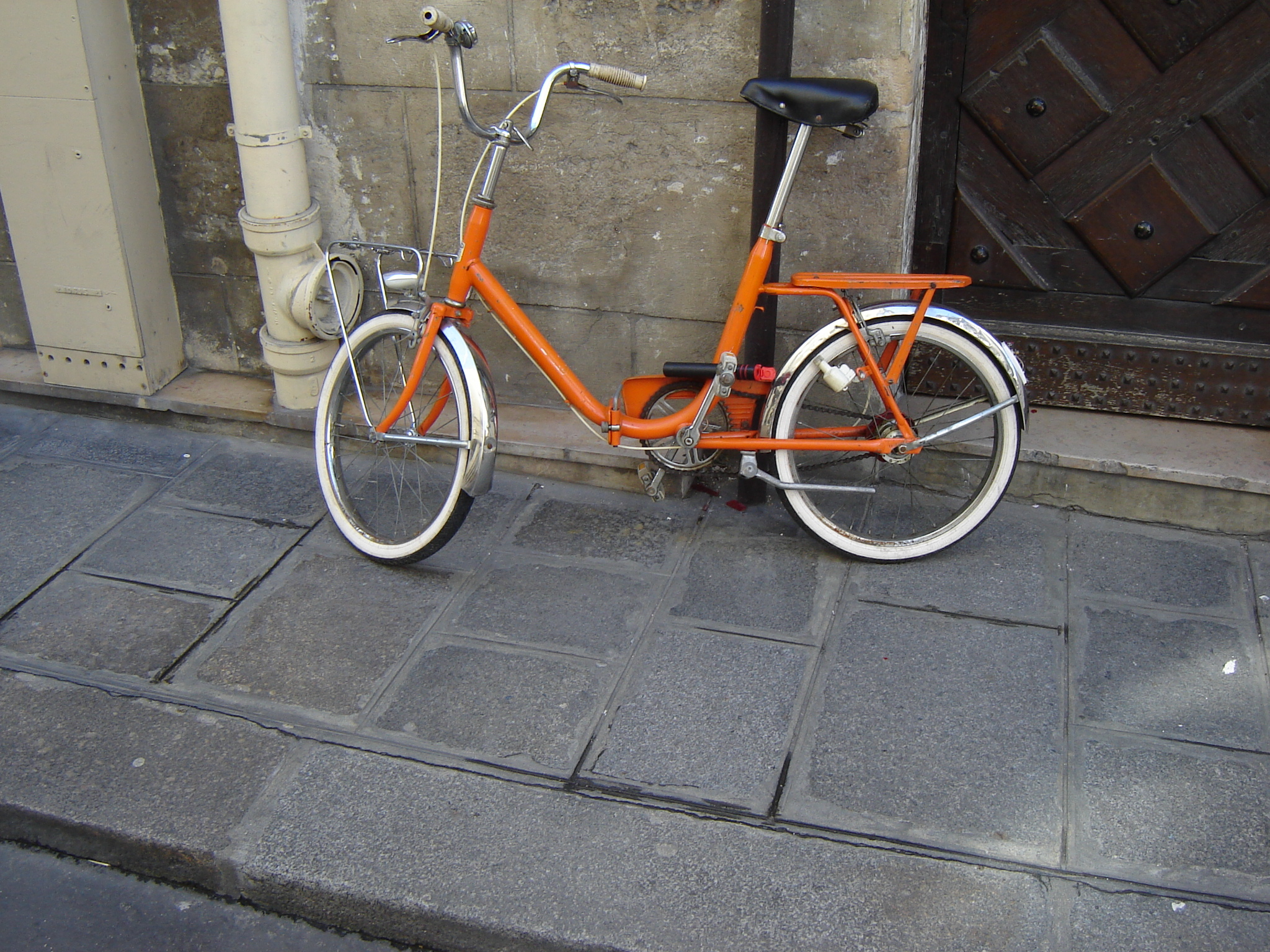
Складаний велосипед
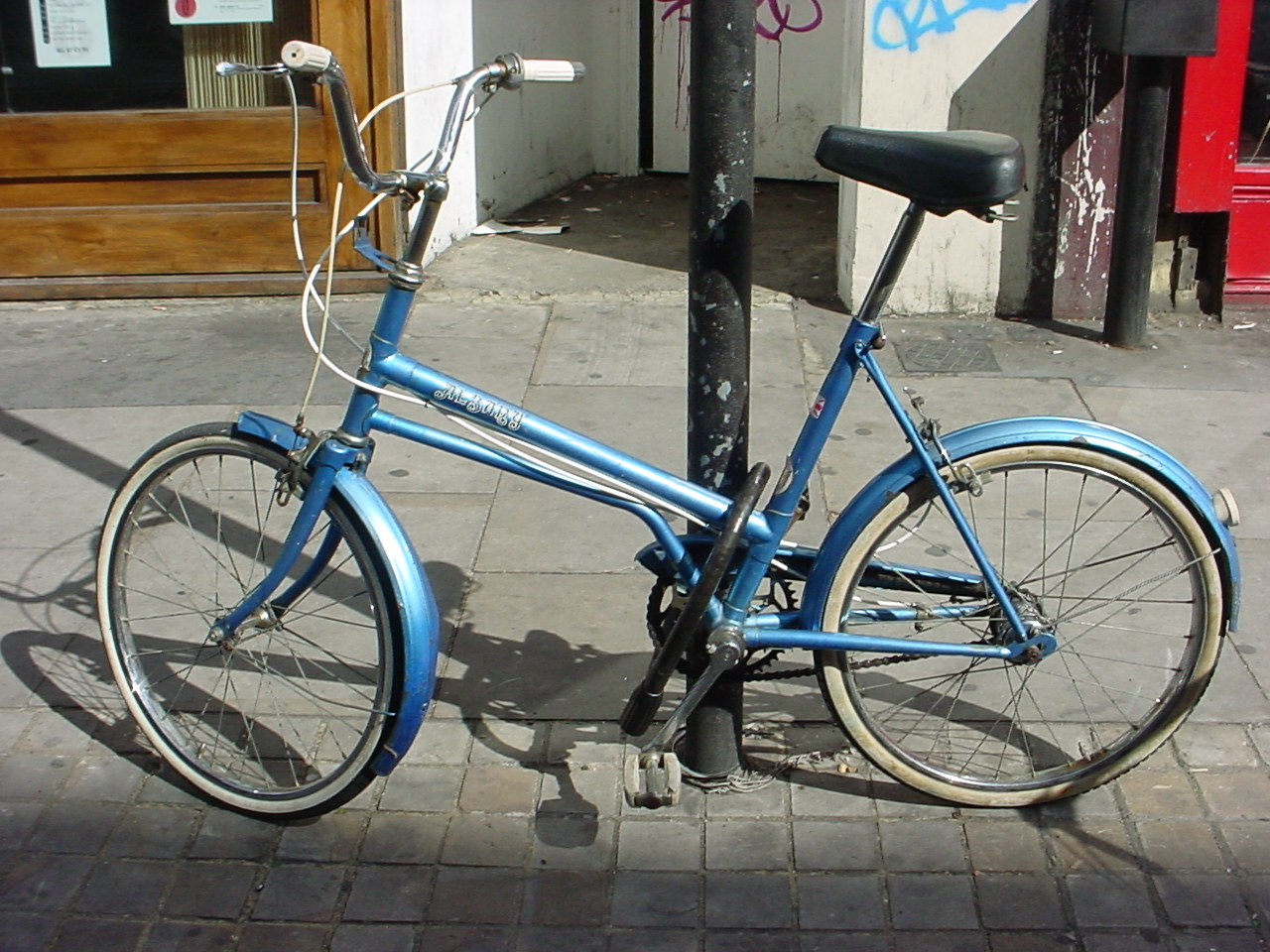
велосипед "Albany"
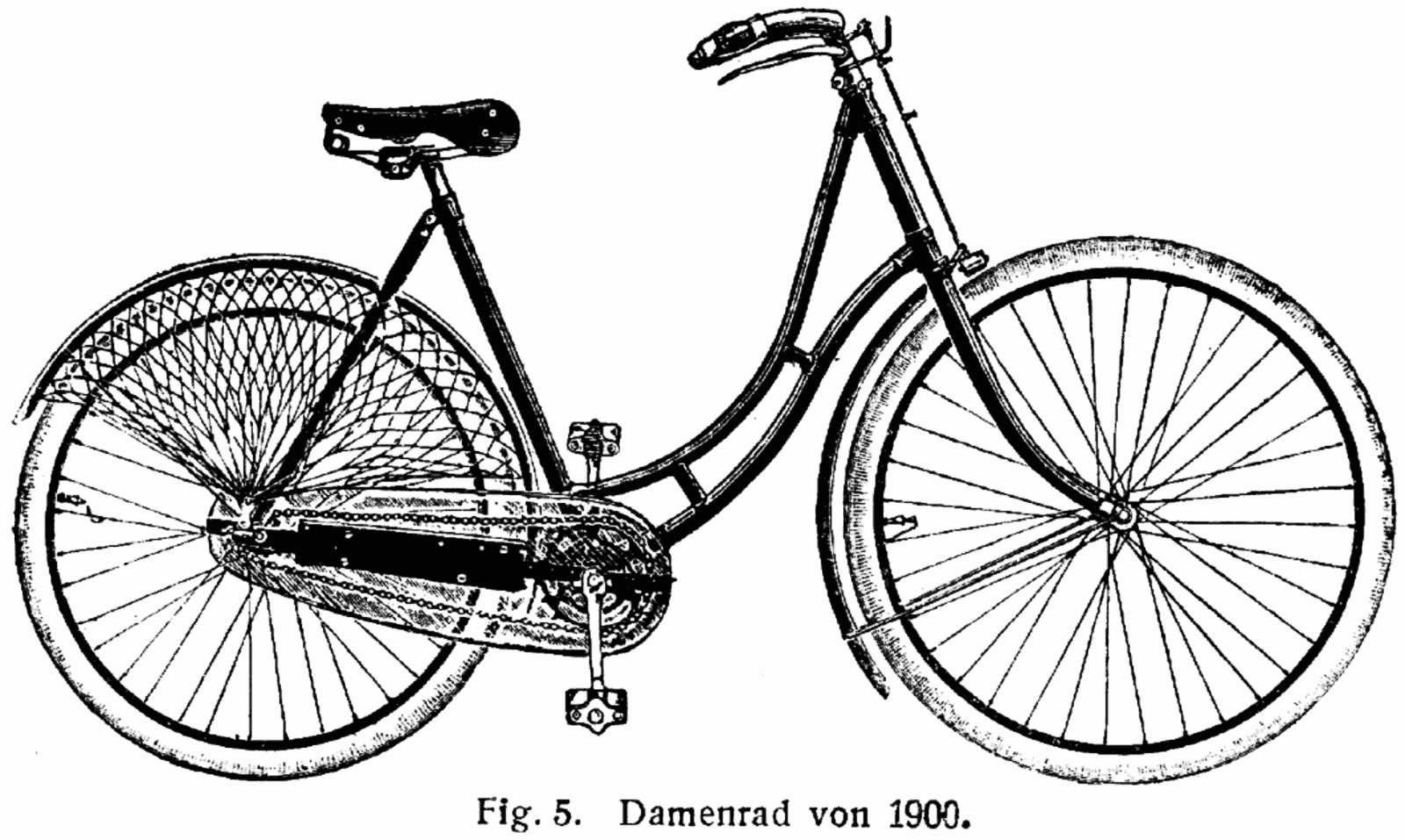
велосипед Damenrad 1900 року
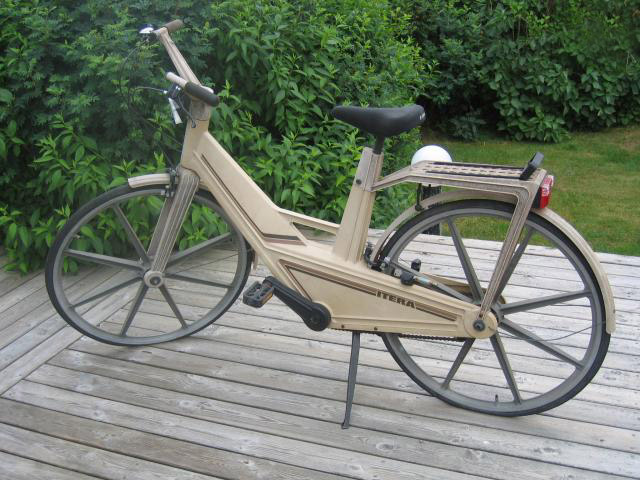
пластиковий велосипед Itera
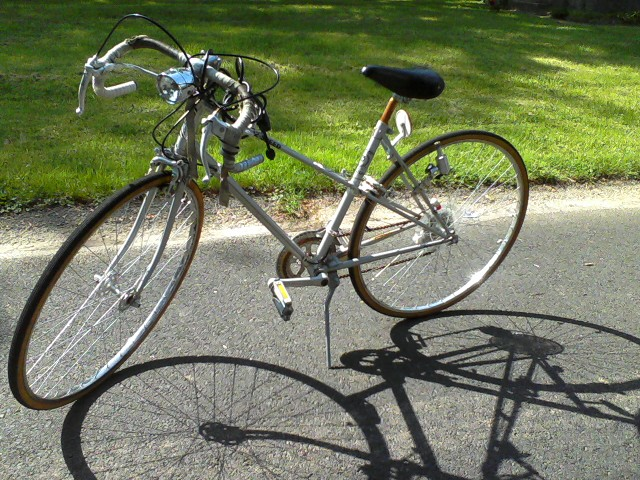
велосипед Kia з рамою mixte